# Сражение при Торреоне (1914)
Сражение при Торреоне (исп. Batalla de Torreón), длившееся с 21 марта по 2 апреля 1914 года, было одним из главных сражений Мексиканской революции. Произошло между войсками конституционалистов Панчо Вильи и федеральными силами, защищавшими город.
Торреон, стал местом четырех сражений во время мексиканской революции. Так как он был важным ж/д узлом, то это делало его стратегическим пунктом, являвшимся ключом для доступа всех революционеров к центру Мексики, а оттуда в столицу. С 19 марта по 2 апреля 1914 года произошло третье взятие Торреона революционерами-вильистами.
В ходе второй фазы мексиканской революции, начавшейся 19 февраля 1913 г. мятежом Викториано Уэрты и последующим захватом им власти, не получившей признания в различных регионах страны, возникло движение сопротивления, так называемые конституционалисты, под руководством В. Каррансы. Во второй половине 1913 и начале 1914 года конституционалисты отбили у правительственных войск большую часть севера Мексики.
В начале 1914 года город Торреон защищала дивизия федеральной армии под командованием генерала Хосе Рефухио Веласко с первоначальными силами в 10 000 человек и 12 артиллерийскими орудиями, позже получившая подкрепление в 6550 человек и 12 артиллерийских орудий. Всего 16 550 человек и 24 орудия.
Северной дивизией конституционалистской армии командовал генерал Франсиско (Панчо) Вилья. Его силы насчитывали около 18 000 человек и 34 артиллерийских орудий.
16 марта войска Панчо Вильи на 15 поездах двинулись из Чиуауа на юг. 20 марта они прибыли в Тлауалило, и заняли его. Затем Вилья тайно продвинулся на поездах дальше. Федералы узнали об этом только тогда, когда их аванпосты были уничтожены, а гарнизоны Бермехильо, Тлауалило и Мапими бежали в городок Гомес-Паласио перед Торреоном.
Находясь на станции Бермехильо, генерал Фелипе Анхелес, начальник штаба войск Вильи, по телефону пытался уговорить генерала Веласко сдать город и, таким образом, избежать кровопролития, но Вилья прервал переговоры.
22 числа началась атака вильистов на Гомес-Паласио, которая была отбита федералами. 24 марта Северная дивизия штурмовала Серро-де-ла-Пила, но также безуспешно. Вильисты потеряли 420 человек, а федералы — 360. На следующий день был взят город Лердо. Ночью 25 марта вильистам все же удалось занять Гомес-Паласио.
После нескольких дней боев федералы отступают в Торреон. Вилья уже в письменной форме потребовал сдать город, что также было отвергнуто.
28 марта федералы в течение 8 часов обстреливали окружающие Торреон холмы, но безрезультатно. Атака конституционалистов началась в 10 часов вечера. По мере продвижения вильисты преуспели в центре и на левом фланге, а затем атаковали позиции федералов на холмах Лас-Калабасас и Ла-Польвареда, укрепленные баррикадами и вырытыми траншеями, и заняли их. Федералы вернули их в утренней контратаке.
29 марта конституционалисты атаковали справа и проникли в город, продвигаясь от дома к дому в районе Аламеда. В 15:00 вильисты снова потеряли холм Лас-Калабасас, отбитый в первой половине дня.
Утром 30 марта бои возобновились, на этот раз вокруг госпиталя, у каньона Уараче и за холм Ла-Польвареда, которые снова перешли в руки конституционалистов. 31 марта бои продолжались, и вильисты захватили правый берег реки Насас.
1 апреля, в 21:00, Панчо Вилья приказал перейти в общую атаку и окончательно взять холмы Лас-Калабасас и Санта-Роза, а также железнодорожный вокзал. Около двух часов ночи 2 апреля был снова взят Лас-Калабасас (хотя через три часа он снова был потерян), Ла-Польвареда, плотина Эль-Койот, а затем в руки вильистов попали две казармы в городе. Утром уэртисты контратаковали гору Санта-Роза, но их атака была отбита. Бои за город продолжились, во второй половине дня федеральная армия попыталась еще раз отбить холм Лас-Калабасас.
Вечером генерал Веласко, несмотря на то что его войска продолжали удерживать многие стратегические места, из-за нехватки боеприпасов и личного состава (под его командованием осталось 4000 солдат) приказал оставить Торреон, что произошло на следующий день. Федералы отошли к Сальтильо. Войска Панчо Вильи были измотаны, поэтому не преследовали противника.
3 апреля конституционалисты взяли Торреон и назначили свою администрацию. Вильисты потеряли 1781 убитыми и 1937 ранеными. Потери федералов оценивались в 8000 убитых, раненых, взятых в плен и дезертировавших.
Эта победа позволила армии конституционалистов продолжить своё продвижение на юг, взять Сакатекас, а затем продвинуться к Агуаскальентесу и, наконец, в августе войти в Мехико, центр политической власти в стране.